# Karima Abbud
Karima Abbud, Karimeh Abbud (arab. ‏كريمة عبّود‎, Karīma ʿAbbūd) używała także tytułu „Lady Photographer” (ur. w 1896 w Szafa Amr, zm. 1955 w Nazarecie) – palestyńska fotografka pracująca na terenie Libanu i Palestyny, uznawana za pierwszą kobietę zajmującą się zawodowo usługami fotograficznymi w regionie. 

## Życiorys
Karima Abbud urodziła się w 1896 roku w rodzinie pastora protestanckiego Asada Abbuda, który w latach 1891-1899 pracował w Szafa Amr. Rodzina często się przenosiła, by osiąść później w Betlejem. W 1913 roku Abbud otrzymała pierwszy aparat fotograficzny i rozpoczęła robić zdjęcia rodzinie i przyjaciołom, które samodzielnie wywoływała. Po ukończeniu Schmidt Grirls School w Jerozolimie, studiowała literaturę arabską na American University of Beirut. 
Po śmierci rodziców w latach 40. XX wieku przeprowadziła się do Jerozolimy a potem do Betlejem. Abbud zmarła w 1955 roku w Nazarecie. 

## Fotografia
Na początku lat 20. XX wieku, Abbud zaczęła robić zdjęcia portretowe oraz okolicznościowe, a na początku lat 30. XX wieku zajęła się fotografią zawodowo. Fotografowała również miasta, m.in. Nazaret, Betlejem czy Tyberiadę. Często kolorowała swoje prace ręcznie. 
Abbud jest uznawana za pierwszą kobietę zajmującą się zawodowo usługami fotograficznymi w regionie. Abbud wykonała setki fotografii, z których większość była uznawana za zaginione od czasów I wojny izraelsko-arabskiej. W 2006 roku ok. 400 zdjęć zostało odnalezionych w Jerozolimie w domu, gdzie Abbud przypuszczalnie mieszkała w latach 1930–1948.